# Nyimpine Chissano
Nyimpine Chissano (1970 - 19 de novembre de 2007) era el fill gran de l'ex president de Moçambic Joaquim Chissano. Residia a Maputo i es dedicava als negocis. Havia estat relacionat amb dos assassinats d'alt perfil a Moçambic, els que s'informà àmpliament que s'havien produït a causa de les seves activitats de lluita contra la corrupció.

## Carlos Cardoso
En 2002 Chissano was va ser cridat com a testimoni en el judici dels assassins de Carlos Cardoso, i va ser assanyalat per un testimoni com el que havia arreglat el pagament de 46.000 $ US als assassins.

## Banco Austral
El 9 de setembre de 2006 l'Agência de Informação de Moçambique (AIM) va informar que el setmanari de Maputo Savana havia publicat el 1998 el contracte entre el privatitzat Banco Austral i Nyimpine Chissano, en virtut del qual Chissano rebria un pagament de 3,000 US $ al mes en concepte d'assessorament. En el judici pel cas Cardoso de 2002, Nyimpine Chissano va negar qualsevol contacte amb Banco Austral.

## Antonio Siba-Siba Macuacua
L'abril de 2001 Banco Austral es va declarar en fallida i va ser adquirit pel Banc de Moçambic. El Banc de Moçambic va nomenar un directori interí, encapçalat pel cap del seu departament de supervisió bancària, Antonio Siba-Siba Macuacua. Una de les primeres accions de Siba-Siba va ser cancel·lar els contractes que considerava irrellevants per als interessos del banc, i el 26 d'abril 2001 va cancel·lar el contracte d'Austral amb Chissano.
L'11 d'agost de 2001, Siba-Siba va ser assassinat a la seu d'Austral a Maputo; els seus assassins mai han estat identificats positivament, però els informes de premsa de Moçambic han identificat un ex membre de la Guàrdia Presidencial de Joaquim Chissano com l'assassí.

## Càrrecs per assassinat
L'11 de maig de 2006, AIM va informar que l'oficina del fiscal públic de Moçambic havia acusat Nyimpine Chissano, d'"autoria moral conjunta" de l'assassinat de Carlos Cardoso. AIM també va citar un informe publicat a la revista de Moçambic Zambeze que un fiscal Maputo, Fernando Canana, havia emès una ordre de detenció contra Nyimpine Chissano que va ser suspesa posteriorment a causa de la intervenció dels pares de Chissano, l'expresident Chissano i la seva dona.

## Mort
Chissano va ser trobat mort a la seva casa de Maputo el 19 de novembre de 2007. La ràdio estatal va informar que el causa de la mort no havia estat determinada, però va declarar que Chissano havia estat patint d'una malaltia des de feia algun temps.